# Paraíba
Paraíba (tupi: pa'ra a'íba: "loša navigacija") - država u Brazilu. 
Nalazi se u brazilskom sjeveroistoku, a omeđena je s drugim brazilskim državama: s Rio Grande do Norte na sjeveru, Cearom na zapadu, Pernambucom na jugu i Atlantskim oceanom na istoku. Paraíba je treća najgušće naseljena država na sjeveroistoku.
Paraíba je najviše naseljena duž atlantske obale, koja se proteže sve do Ponta do Seixas, najistočnije točke u Americi. Paraíba je turističko i industrijsko žarište, poznata po svojoj kulturnoj baštini, ugodnoj klimi i zemljopisnim različitostima od plaža do visoravni. Dobila je ime po rijeci Paraíba.
Neki od najznačajnijih brazilskih pisaca i pjesnika rođeni su u Paraibi kao što su: Augusto dos Anjos, José de Almeida Américo, Jose Lins do Rego i Pedro Américo (također poznat po svojim povijesnim slikama).

## Galerija
- Dom kulture u glavnom gradu João Pessoa
- Pedra do Cordeiro
- Zračna luka u João Pessoa
- Krajolik u Paraíbi